# Chính quyền thị trưởng-hội đồng
Hệ thống chính quyền thị trưởng-hội đồng (tiếng Anh: mayor–council government, mayor–commission government) là một trong số hai kiểu chính quyền địa phương phổ biến nhất trong các khu tự quản tại Hoa Kỳ. Đây là kiểu chính quyền thường được áp dụng tại các thành phố lớn mặc dù kiểu chính quyền kia, chính quyền hội đồng-quản đốc, là kiểu chính quyền phổ biến của nhiều khu tự quản hơn.
Với đặc điểm chung thị trưởng được cử tri trực tiếp bầu lên, các biến thể của kiểu chính quyền thị trưởng-hội đồng có thể được chia thành hai loại chính tùy thuộc vào mối quan hệ giữa ngành hành pháp và lập pháp, hình thành nên chức vụ thị trưởng mạnh hay yếu dựa trên quyền lực của chức danh này. Các hình thức này được sử dụng chính yếu trong các chính quyền khu tự quản đại nghị hiện đại tại Hoa Kỳ nhưng cũng được sử dụng tại một số quốc gia khác.

## Hình thức chức vụ thị trưởng yếu
Trong một hệ thống thị trưởng "yếu"-hội đồng, thị trưởng không có quyền lực chính thức bên ngoài hội đồng thành phố; ông ta/bà ta không thể bổ nhiệm và/hoặc sa thải các viên chức, và thiếu quyền phủ quyết chống lại các cuộc biểu quyết của hội đồng thành phố. Như thế, ảnh ưởng của thị trưởng chỉ còn dựa vào nhân cách của mình để hoàn thành các mục tiêu mong muốn.
Charles Adrian và Charles Press giải thích, "kiểu thị trưởng yếu là sản phẩm của kiểu dân chủ Jackson. Nó là kết quả của niềm tin cho rằng các chính trị gia nên có ít quyền lực và có nhiều kiểm soát để họ chỉ có thể gây ra tương đối ít thiệt hại."
Hình thức chính quyền với thị trưởng dân cử nhưng "yếu" có thể được tìm thấy tại các thị trấn nhỏ tại Hoa Kỳ.

## Hình thức chức vụ thị trưởng mạnh
Hình thức thị trưởng "mạnh" trong chính quyền thị trưởng-hội đồng thường gồm có một ngành hành chính với một thị trưởng dân cử và một hội đồng lập pháp độc viện.
Trong hình thức thị trưởng "mạnh", thị trưởng dân cử được trao gần như toàn quyền hành pháp với một tầm mức độc lập chính trị rộng rải và rõ ràng. Thị trưởng có quyền bổ nhiệm và sa thải các lãnh đạo ban ngành mà không cần hay chỉ cần một ít sự chấp thuận của hội đồng lập pháp cũng như không cần phải tiếp nhận ý kiến công chúng. Trong hệ thống này, thị trưởng lập và điều hành ngân sách thành phố tuy rằng ngân sách này thường thường phải cần sự chấp thuận của hội đồng thành phố. Sự lạm dụng quyền lực trong hình thức này đã dẫn đến việc phát triển ra hình thức chính quyền địa phương hội đồng-quản đốc và được áp dụng rộng khắp trên toàn Hoa Kỳ.
Trong một số chính quyền thị trưởng "mạnh", thị trưởng sẽ bổ nhiệm một viên chức hành chính trưởng. Người này sẽ trông coi các giám đốc sở, lập ngân sách và điều hợp các sở. Đôi khi viên chức này được gọi là quản đốc thành phố. Mặc dù thuật từ này dược dùng trong chính quyền hội đồng-quản đốc nhưng vị quản đốc này chỉ chịu trách nhiệm trước thị trưởng của biến thể chính phủ thị trưởng "mạnh".
Đa số các thành phố chính và lớn của Mỹ sử dụng hình thức chính quyền thị trưởng-hội đồng "mạnh" trong khi thành phố khổ nhỏ và trung có chiều hướng sử dụng hệ thống chính quyền hội đồng-quản đốc.